# 바우루

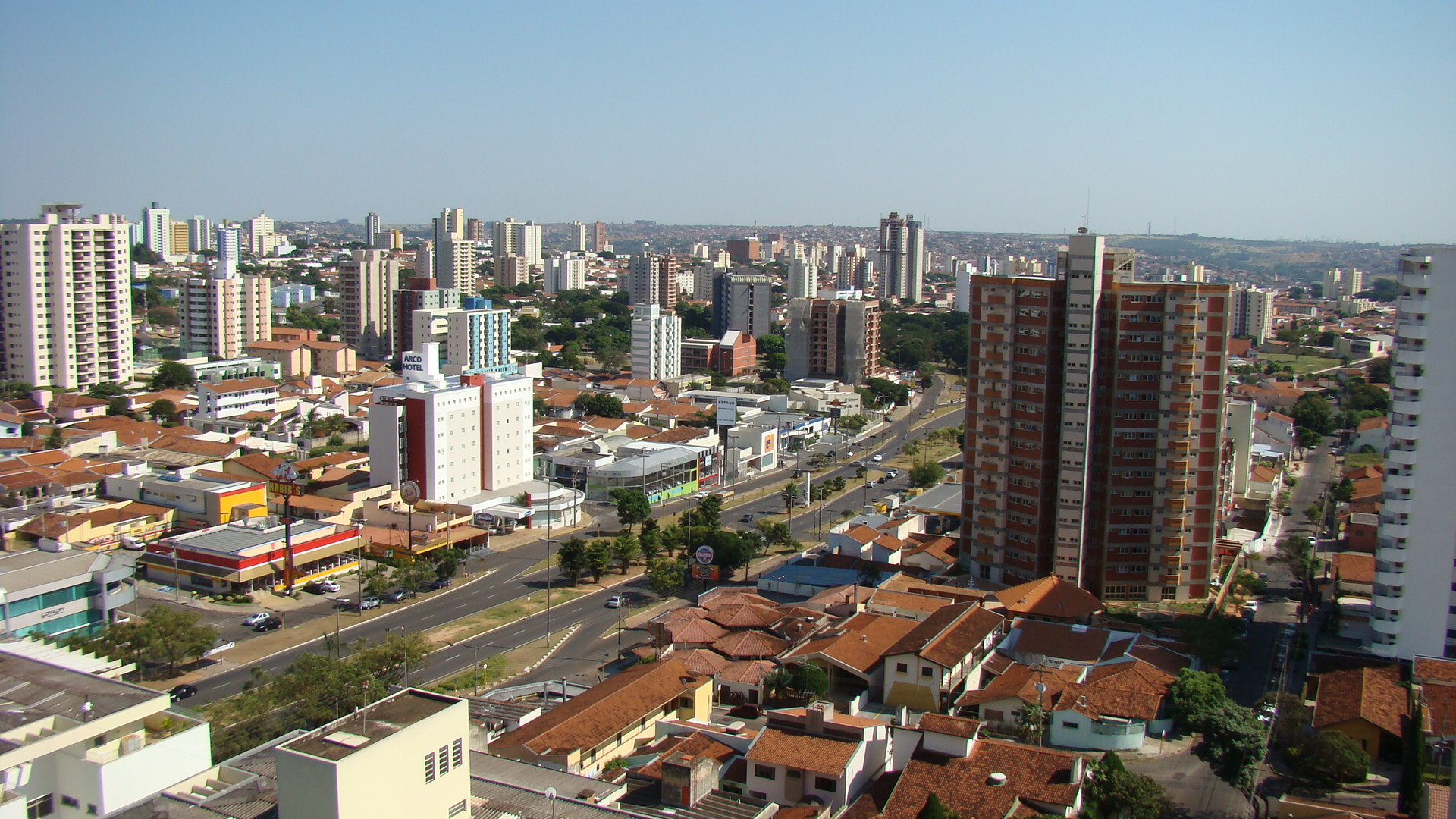
바우루

바우루의 위치

바우루(포르투갈어: Bauru)는 브라질 상파울루주의 도시로 면적은 667.68km2, 높이는 537m, 인구는 364,582명(2014년 기준), 인구 밀도는 515.3명/km2이다. 도시가 설립된 시기는 1896년이다.

## 같이 보기
- 바우루 샌드위치